# Lebensmittelsicherheitskultur
Lebensmittelsicherheitskultur wird mit der Verordnung (EU) 2021/382 zur Pflicht für alle Lebensmittelunternehmen. Die Verordnung ergänzt die VO(EG)852/2004 und schafft ein neues Kapitel XI in Anhang II, d. h. diese Anforderung gilt für alle Lebensmittelunternehmer außer der Primärproduktion. Die EU-Kommission verweist in den Erwägungsgründen der Verordnung auf die Codex-Alimentarius-Kommission. Diese hat bereits im September 2020 das Konzept der Lebensmittelsicherheitskultur als allgemeinen Grundsatz eingeführt (siehe „Allgemeine Grundsätzen der Lebensmittelhygiene“ (CXC I-1969) in der Überarbeitung von 2020).
Als zentrale Bestandteile der Lebensmittelsicherheitskultur werden Verpflichtung der Betriebsleitung sowie aller Beschäftigten zur sicheren Produktion und Verteilung von Lebensmitteln genannt, die Sensibilisierung der Beschäftigten für die Gefahren der Lebensmittelsicherheit, offene und klare Kommunikation und die Zurverfügungstellung ausreichender Ressourcen.

## Gesetzliche Anforderungen
Laut der neuen EU-Leitlinie zur Umsetzung von Managementsystemen für Lebensmittelsicherheit unter Berücksichtigung von guter Hygienepraxis und auf die HACCP-Grundsätze gestützten Verfahren aus 2020 ist die Einrichtung und Aufrechterhaltung einer Lebensmittelsicherheitskultur eine wesentliche Voraussetzung für sichere Lebensmittel.
Die Leitlinie fasst die nötigen Bestandteile zusammen:
a) Verpflichtung der Betriebsleitung sowie aller Beschäftigten zur sicheren Produktion und Verteilung von Lebensmitteln; die Anforderungen an die Verpflichtung der Betriebsleitung werden in der Verordnung (EG) Nr. 852/2004 weiter ausgeführt und festgelegt; die Verpflichtung der Beschäftigten umfasst, dass alle Beschäftigten eines Lebensmittelunternehmens den geforderten Umfang der Mitwirkung und der Beteiligung in Bezug auf die Lebensmittelsicherheit wahrnehmen.
b) Führungsrolle bei der Produktion sicherer Lebensmittel und der Einbeziehung aller Beschäftigten in die Verfahren zur Gewährleistung der Lebensmittelsicherheit; die Führungsrolle kann bestimmt werden als Wahrnehmung des Umfangs, in dem die Führungskräfte/Führungskraft des Lebensmittelunternehmens in der Lage sind/ist, die Mitarbeiter in die Sicherstellung der Lebensmittelsicherheit einzubeziehen, als Einhaltung der Anforderungen an die Lebensmittelsicherheit und als Sicherstellung einer angemessenen Reaktion auf Risiken, Abweichungen und veränderte Gegebenheiten.
c) Sensibilisierung aller Beschäftigten des Unternehmens für Gefahren für die Lebensmittelsicherheit und für die Bedeutung der Lebensmittelsicherheit; Sensibilisierung ist die Wahrnehmung des Umfangs, in dem alle Mitarbeiter eines Lebensmittelunternehmens sich der innerhalb ihrer Arbeitsgänge relevanten Risiken in Bezug auf Lebensmittelsicherheit bewusst sind und diese beherrschen.
d) Offene und klare Kommunikation zwischen allen Beschäftigten des Unternehmens, sowohl innerhalb eines Tätigkeitsbereiches als auch zwischen hintereinandergeschalteten Tätigkeitsbereichen, innerhalb einer Produktionsstätte oder zwischen unterschiedlichen Standorten eines Lebensmittelunternehmens, einschließlich der Mitteilung von Abweichungen und Erwartungen; Kommunikation bezeichnet die Wahrnehmung des Umfangs der Übertragung oder Verbreitung von Informationen über Lebensmittelsicherheit innerhalb einer Organisation.
e) Verfügbarkeit ausreichender Ressourcen zur Gewährleistung eines sicheren und hygienischen Umgangs mit Lebensmitteln; ausreichende Ressourcen sind als Wahrnehmung des Ausmaßes definiert, in dem das Lebensmittelunternehmen über die materiellen und immateriellen Mittel verfügt, die erforderlich sind, um seiner Unternehmenstätigkeit unter Gewährleistung von Lebensmittelsicherheit nachzugehen (z. B. Zeit, Personal, Infrastruktur, Ausbildung/Schulungen und Verfahren).

## Bedeutung
Die Global Food Safety Initiative (GFSI) definiert in einem Positionspapier von 2018 Lebensmittelsicherheitskultur als „gemeinsame Werte, Überzeugungen und Normen, die die Einstellung und das Verhalten in Bezug auf Lebensmittelsicherheit in einer Organisation, in der gesamten Organisation und über die gesamte Organisation hinweg beeinflussen.“ Frank Yiannas, stellvertretender Kommissar für Lebensmittelpolitik und Reaktion der FDA, schrieb bereits 2009: „Dein Ziel sollte es sein, eine Lebensmittelsicherheitskultur aufzubauen, nicht, ein Lebensmittelsicherheitsprogramm!“. Er erläuterte den Zusammenhang zwischen einer Organisationskultur und Produktsicherheit; die Lebensmittelsicherheitskultur eines Unternehmens zeige sich in den Handlungen der Mitarbeitenden. Er definierte Lebensmittelsicherheitskultur als „den Weg, wie wir die Dinge hier tun!“.
Die Kultur prägt demnach das Verhalten und ist damit maßgeblich verantwortlich dafür, ob Handlungen positiv oder negativ für die Lebensmittelsicherheit sind. Wenn Mitarbeitende in einem Unternehmen die Überzeugung teilen, dass Lebensmittel sicher sein müssen, wenn sie stolz darauf sind, gemeinsam sichere Lebensmittel herzustellen, zu behandeln oder zu verteilen, dann ist eine Lebensmittelsicherheitskultur entstanden oder der Wert der Lebensmittelsicherheit zum Baustein der Organisationskultur geworden.

## Vorteile und Nachteile
Quelle: Lebensmittelsicherheitskultur – Wie man Verhalten verändert und Produktsicherheit verbessert

### Vorteile
Eine Organisationskultur bedeutet geteilte Werte und damit immer auch ein Gemeinschaftsgefühl, welches positiv für die Identifikation der Beschäftigten mit dem Unternehmen wirkt. Dadurch verbessert sich auch das Betriebsklima. Die Motivation der Beschäftigten steigt, was unmittelbar auch positiven Einfluss auf die Wertschöpfung des Unternehmens hat. Die geteilten Werte erleichtern es den Betroffenen, Entscheidungen zu treffen oder Führungsaufgaben zu übernehmen. Ein so aufgestelltes Unternehmen profitiert von einer positiven Außenwirkung und bindet oder gewinnt leichter Mitarbeitende. Lebensmittelsicherheit als Wertbaustein für die Unternehmenskultur ist einfacher umzusetzen, als andere Werte, denn sichere Lebensmittel schätzt jeder Mensch.

### Nachteile
Eine Kultur ist ein relativ starres Gebilde, was sich nur schwer veränderten Bedingungen anpasst und sich nur über längere Zeiträume entwickelt. Sie entsteht nicht über Nacht, sondern muss erlernt werden. Sie erfordert aktive Beschäftigung mit dem Thema und kann bei Menschen mit anderen Werten auch zu Unverständnis und Missverständnissen, bis hin zur völligen Ablehnung führen. Die Unternehmensleitung muss die Kultur permanent und ständig vorleben, was Selbstdisziplin erfordert. Lebensmittelsicherheitskultur bedeutet, hygienisches Arbeiten, die Umsetzung und Einhaltung der Vorgaben der Guten Hygienepraxis und diesbezüglich viele Schulungen und Kontrollen.

## Anforderungen an Managementsysteme für Lebensmittelsicherheit
Verschiedene Zertifizierungssysteme beschäftigen sich mit Managementsystemen für Lebensmittelsicherheit. Hierzu gehören das System FSSC-22000, das auf der Normenreihe DIN EN ISO 22000 ff. beruht, das System der International featured Standards (IFS) oder das System der BRCGS. Diese Systeme haben Lebensmittelsicherheitskultur in ihren Anforderungskatalog übernommen.

### FSSC-22000
Der Standardgeber benutzt das Wort Lebensmittelsicherheitskultur nicht. Es muss aus den Anforderungen herausgelesen werden. Der Standardgeber ist der Ansicht, dass mit den Anforderungen der DIN EN ISO 22000 bereits alle Aspekte der Lebensmittelsicherheitskultur abgedeckt sind. Es wurde aber eine Leitlinie für Auditoren publiziert. Die Leitlinie schlägt Fragen vor, die zur Überprüfung der Lebensmittelsicherheitskultur nützlich sind.

### IFS Food
In der kommenden Version 8 des IFS Food Standard wird gefordert, dass das Unternehmen Lebensmittelsicherheitskultur in der Unternehmenspolitik verankert. Das Unternehmen soll die Unternehmenspolitik allen Mitarbeitenden mitteilen und in konkrete Ziele für die jeweiligen Abteilungen aufgegliedern. Zu den Zielen, die das System erwartet, gehören mindestens die Kommunikation über die Politik und die Zuständigkeiten im Bereich der Lebensmittelsicherheit, die Schulung, das Feedback der Mitarbeiter zu Fragen der Lebensmittelsicherheit und die Leistungsmessung.

### BRCGS
Der BRCGS Anforderungskatalog Food in der Version 9 fordert: „Die Geschäftsführung muss einen klaren Plan für die Entwicklung und kontinuierliche Verbesserung der Lebensmittelsicherheits- und Qualitätskultur erarbeiten und konsequent aufrechterhalten. Der Plan muss Maßnahmen umfassen, die einen positiven Wandel der Kultur ermöglichen.“
Der Plan muss die Bestandteile umfassen:
- Klare und offene Kommunikation über Produktsicherheit
- Schulungen
- Feedback von Mitarbeitern
- Verhaltensweisen, die erforderlich sind, um Prozesse für die Produktsicherheit aufrecht zu erhalten und zu verbessern
- Leistungsbewertung von Aktivitäten rund um Sicherheit, Authentizität, Legalität und Qualität der Produkte
- Einen Maßnahmenplan, der beschreibt, wie die Aktivitäten ausgeführt und gemessen werden, und den vorgesehenen Zeitrahmen
- Eine Prüfung der Effektivität abgeschlossener Aktivitäten

Er muss mindestens einmal jährlich überprüft und aktualisiert werden.